# العلاقات الأوكرانية الهندية
العلاقات الأوكرانية الهندية هي العلاقات الثنائية التي تجمع بين أوكرانيا والهند.

## مقارنة بين البلدين
هذه مقارنة عامة ومرجعية للدولتين:
| وجه المقارنة                                              | أوكرانيا                                   | الهند                       |
| --------------------------------------------------------- | ------------------------------------------ | --------------------------- |
| المساحة (كم2)                                             | 603.63 ألف                                 | 3.29 مليون                  |
| عدد السكان (نسمة)                                         | 45.55 مليون                                | 1.35 مليار                  |
| الكثافة السكانية (ن./كم²)                                 | 75.46                                      | 410.33                      |
| العاصمة                                                   | كييف                                       | نيودلهي                     |
| اللغة الرسمية                                             | اللغة الأوكرانية                           | اللغة الهندية، لغة إنجليزية |
| العملة                                                    | هريفنا أوكرانية، كاربوفانيتس، روبل سوفييتي | روبية هندية                 |
| الناتج المحلي الإجمالي (بليون دولار)                      | 112.15 مليار                               | 2.60 تريليون                |
| الناتج المحلي الإجمالي (تعادل القوة الشرائية) بليون دولار | 352.98 مليار                               | 8.00 تريليون                |
| الناتج المحلي الإجمالي الاسمي للفرد دولار أمريكي          | 2.11 ألف                                   | 1.60 ألف                    |
| الناتج المحلي الإجمالي للفرد دولار أمريكي                 | 8.66 ألف                                   | 5.70 ألف                    |
| مؤشر التنمية البشرية                                      | 0.747                                      | 0.609                       |
| رمز المكالمات الدولي                                      | +380                                       | +91                         |
| رمز الإنترنت                                              | .ua، .укр ‏                                 | .in، .भारत ‏، .بھارت ‏،        |
| المنطقة الزمنية                                           | ت ع م+02:00، ت ع م+03:00، توقيت شرق أوروبا | ت ع م+05:30، توقيت الهند    |

## مدن متوأمة
في ما يلي قائمة باتفاقيات التوأمة بين مدن أوكرانية وهندية:
- ترتبط خاركيف مع بنغالور باتفاقية توأمة منذ 23 أبريل 2001.[15][15][15][16]

## منظمات دولية مشتركة
يشترك البلدان في عضوية مجموعة من المنظمات الدولية، منها:
| علم المنظمة | اسم المنظمة                        | تاريخ انضمام أوكرانيا | تاريخ انضمام الهند |
| ----------- | ---------------------------------- | --------------------- | ------------------ |
|             | يونسكو                             | 12 مايو 1954          | 4 نوفمبر 1946      |
|             | الفريق المعني برصد الأرض           | ?                     | ?                  |
|             | مؤسسة التمويل الدولية              | 18 أكتوبر 1993        | 20 يوليو 1956      |
|             | منظمة حظر الأسلحة الكيميائية       | ?                     | ?                  |
|             | مؤسسة التنمية الدولية              | 27 مايو 2004          | 24 سبتمبر 1960     |
|             | منظمة التجارة العالمية             | 16 مايو 2008          | 1995               |
|             | نظام تحكم تكنولوجيا القذائف        | 1998                  | 2016               |
|             | وكالة ضمان الاستثمار متعدد الأطراف | 19 يوليو 1994         | 6 يناير 1994       |
|             | الاتحاد البريدي العالمي            | ?                     | ?                  |
|             | الاتحاد الدولي للاتصالات           | 7 مايو 1947           | 1869               |
|             | منظمة الشرطة الجنائية الدولية      | ?                     | ?                  |
|             | الأمم المتحدة                      | 24 أكتوبر 1945        | 30 أكتوبر 1945     |
|             | البنك الدولي للإنشاء والتعمير      | 3 سبتمبر 1992         | 27 ديسمبر 1945     |
|             | المنظمة الهيدروغرافية الدولية      | ?                     | ?                  |

## وصلات خارجية
- موقع وزارة الخارجية الأوكرانية
- موقع وزارة الخارجية الهندية